# Skoki do wody na Letnich Igrzyskach Olimpijskich 1924 – skoki standardowe z wieży mężczyzn
Skoki standardowe z wieży mężczyzn były jedną z konkurencji w skokach do wody na Letnich Igrzyskach Olimpijskich 1924. Zawody odbyły się w dniach 19-20 lipca. W zawodach uczestniczyło 20 zawodników z 10 państw.

## Wyniki

### Runda 1
Trzech zawodników z najmniejszą liczbą punktów z każdej grupy awansowało do finału.
Grupa 1
| Miejsce | Zawodnik          | Punkty | Wynik |
| ------- | ----------------- | ------ | ----- |
| 1       | Clarence Pinkston | 6      | 507,5 |
| 2       | Erik Adlerz       | 11     | 475,2 |
| 3       | Eugène Lenormand  | 13     | 435,6 |
| 4       | Luigi Cangiullo   | 20     | 398,8 |
| 5       | Eric MacDonald    | 25     | 345,5 |
| 6       | Henk Lotgering    | 30     | 303   |
| 7       | Santiago Ulio     | 35     | 204,8 |

Grupa 2
| Miejsce | Zawodnik            | Punkty | Wynik |
| ------- | ------------------- | ------ | ----- |
| 1       | Albert White        | 5      | 491,8 |
| 2       | Helge Öberg         | 10     | 435,4 |
| 3       | Hannes Kärkkäinen   | 16     | 408,2 |
| 4       | Albert Knight       | 19     | 394,5 |
| 5       | Albert Van Heymbeek | 27     | 354,3 |
| 6       | Étienne Vincent     | 28     | 354   |

Grupa 3
| Miejsce | Zawodnik            | Punkty | Wynik |
| ------- | ------------------- | ------ | ----- |
| 1       | David Fall          | 6      | 472,9 |
| 2       | Adolf Hellquist     | 9      | 442,8 |
| 3       | Sven Palle Sørensen | 16     | 400   |
| 4       | André Cochinal      | 21     | 374,2 |
| 5       | Lauri Kyöstilä      | 23     | 363,4 |
| 6       | Henk Hemsing        | 30     | 306   |
| 7       | Antonio Tort        | 35     | 229,4 |

### Finał
| Miejsce | Zawodnik            | Punkty | Wynik |
| ------- | ------------------- | ------ | ----- |
| 1       | Albert White        | 9      | 487,3 |
| 2       | David Fall          | 11,5   | 486,5 |
| 3       | Clarence Pinkston   | 16,5   | 473   |
| 4       | Erik Adlerz         | 19     | 468,9 |
| 5       | Eugène Lenormand    | 24     | 437,7 |
| 6       | Helge Öberg         | 31     | 429   |
| 7       | Sven Palle Sørensen | 36     | 404,6 |
| 8       | Adolf Hellquist     | 37,5   | 403,2 |
| 9       | Hannes Kärkkäinen   | 40,5   | 380,9 |